# Wesley Morgan
Wesley Francis Morgan (nacido el 5 de octubre de 1990) es un actor y modelo canadiense, conocido por el papel de Skander Cerro en Harriet The Spy: Blog Wars, el papel recurrente de Sam en Degrassi: The Next Generation y Rey del Baile Josh en The Rocker. Ahora tiene un papel en "Really Me" donde interpreta a Brody Cooper. Él también trabaja como modelo para Hollister y Abercombie & Fitch.
Morgan nació en Canadá. Interpretó a Sam en la novena temporada de Degrassi: The Next Generation, en el episodio dobre "Beat It". Hizo un cameo en The Rocker como Rey del Baile Josh, y coprotagonizó la película original de Disney Channel, Harriet The Spyː Blog Wars como el adolescente Skander Hill, junto a Jennifer Stone y Melinda Shankar. Y tiene un papel principal como Brody Cooper en Really Me, una serie de Disney Channel

## Filmografía
| Año          | Título                        | Papel              | Notas                                           |
| ------------ | ----------------------------- | ------------------ | ----------------------------------------------- |
| 2007         | Código Cooper                 | Matt               | Serie de TV                                     |
| 2008         | Paradise Falls                | Ethan Banning      | Serie de TV, temporada 3                        |
| 2008         | Rocker, TheThe Rocker         | Rey del Baile Josh |                                                 |
| 2009–10      | Teens al poder                | Jack Braddock      | Serie de TV, 17 episodios                       |
| 2009         | Degrassi: The Next Generation | Sam                | Serie de TV, episodio: "Beat It" (partes 1 y 2) |
| 2010         | Harriet the Spy: Blog Wars    | Skander Hill       | Película para TV                                |
| 2010         | Falling Skies                 | Simms              | Serie de TV, episodio: "The Armoury"            |
| 2010         | Score: A Hockey Musical       | Sensitive Player   |                                                 |
| 2010         | Unnatural History             | Hunter O'Hurlary   | Serie de TV, papel recurrente                   |
| 2011–13      | Really Me!                    | Brody              | Serie de TV, papel recurrente                   |
| 2013         | Kick-Ass 2                    | Simon              | Papel menor                                     |
| 2015–present | Between                       | Kevin              | Serie de TV, papel recurrente                   |